# Ablator
Ablator es un género fósil de arañas araneomorfas de la familia Corinnidae. Se encuentra en el ámbar del mar Báltico. Data del Paleógeno.

## Lista de especies
Según The World Spider Catalog 12.5:
- †Ablator biguttatus Wunderlich, 2004
- †Ablator curvatus Wunderlich, 2004
- †Ablator deminuens Wunderlich, 2004
- †Ablator depressus Wunderlich, 2004
- †Ablator duomammillae Wunderlich, 2004
- †Ablator felix (Petrunkevitch, 1958)
- †Ablator inevolvens Wunderlich, 2004
- †Ablator longus Wunderlich, 2004
- †Ablator nonguttatus Wunderlich, 2004
- †Ablator parvus Wunderlich, 2004
- †Ablator plumosus (Petrunkevitch, 1950)
- †Ablator robustus Wunderlich, 2004
- †Ablator scutatus Wunderlich, 2004
- †Ablator splendens Wunderlich, 2004
- †Ablator triguttatus (C. L. Koch & Berendt, 1854)